# Cosmotron
Cosmotron é o sexto álbum de estúdio da banda mineira Skank, lançado em 2003, com o selo Epic. Contém notável influência dos Beatles e do Clube da Esquina. É considerado um grande salto na carreira da banda, refletindo um amadurecimento tanto nas melodias quanto nas letras.
Conduzido pela canção "Dois Rios", o álbum recebeu criticas mistas e positivas citando o flerte da banda entre a MPB e a música pop britânica. O álbum vendeu por volta de 210 mil cópias, segundo o site oficial da banda.

## Recepção
O álbum recebeu criticas mistas geralmente positivas dos especialistas musicais. Pedro Alexandre Sanches, da Folha de S.Paulo citou "Dois Rios", de Lô Borges, Nando Reis e Samuel Rosa, como sua síntese: "é onde os rapazes dizem tudo o que querem dizer em Cosmotron: viramos gente grande, ainda somos o Skank". Entretanto notou certo saudosismo do grupo por músicos do passado: "Ficamos ligeiramente sem saber qual é de fato a identidade da banda que toca essas belas canções." A revista IstoÉ Gente, por meio do portal eletrônica Terra, em um artigo escrito por Mauro Ferreira, deu ênfase ao "flerte aprofundado da banda com a MPB". E ainda cita letras de "Águas de Março" de Tom Jobim, e "Formato Mínimo" que evoca "Construção", de Chico Buarque, "ao terminar cada verso com palavras proparoxítonas." Philip Jandovský, da AllMusic escreveu que "a maioria das canções são bastante calmas, músicas melodiosas em que as guitarras acústicas e elétricas impulsionam a música à frente. Além da influência britânica evidente neste álbum".

## Faixas
Todas as letras escritas por Chico Amaral, exceto onde indicado, todas as músicas compostas por Samuel Rosa, exceto onde indicado.
| N.º | Título                | Compositor(es)                     | Duração |  |
| 1.  | "Supernova"           | Samuel Rosa, Fausto Fawcett        | 4:37    |  |
| 2.  | "As Noites"           |                                    | 4:52    |  |
| 3.  | "Pegadas na Lua"      | Samuel Rosa, Humberto Effe         | 4:35    |  |
| 4.  | "Amores Imperfeitos"  |                                    | 4:13    |  |
| 5.  | "Por Um Triz"         | Samuel Rosa, Rodrigo Leão          | 4:08    |  |
| 6.  | "Dois Rios"           | Samuel Rosa, Lô Borges, Nando Reis | 4:43    |  |
| 7.  | "Nômade"              |                                    | 6:53    |  |
| 8.  | "Vou Deixar"          |                                    | 4:34    |  |
| 9.  | "Formato Mínimo"      | Samuel Rosa, Rodrigo Leão          | 5:12    |  |
| 10. | "Resta Um Pouco Mais" | Lelo Zaneti, Chico Amaral          | 3:51    |  |
| 11. | "Os Ofendidos"        |                                    | 3:47    |  |
| 12. | "É Tarde"             |                                    | 4:05    |  |
| 13. | "Um Segundo"          |                                    | 4:05    |  |
| 14. | "Sambatron"           |                                    | 5:10    |  |

## Créditos

### Skank
- Samuel Rosa: vocal, guitarra e violão
- Henrique Portugal: teclados
- Lelo Zaneti: baixo
- Haroldo Ferretti: bateria

### Participação especial
- Paco Pigalle: vocal em "Nômade"
- Jorge Echevarria: trompete em "É Tarde"